# Calilena siva
Calilena siva är en spindelart som beskrevs av Chamberlin och Ivie 1941. Calilena siva ingår i släktet Calilena och familjen trattspindlar. Inga underarter finns listade.